# アーネスト・チェザロ
アーネスト・チェザロ（伊: Ernesto Cesàro、1859年3月12日 - 1906年9月12日）はイタリアの数学者である。チェザロは1859年3月12日にイタリア、ナポリに生まれ、微分幾何学の分野で活躍した。ジャン・ガストン・ダルブーの強い影響を受け、特に発散級数に関する平均法、すなわちチェザロ和とチェザロ平均で知られている。

## 来歴
アーネスト・チェザロは農夫ルイージ・チェザロとその後妻フォルトゥナータ・ヌンツィアンテの子として経済成長の時代にナポリに生まれる。その後、トッレ・アンヌンツィアータ、ナポリ、ノーラ、リエージュ、ローマ等を転々とすることとなる。チェザロはナポリの中・高一貫校に入学するがこの間ノーラ在住を経て再びナポリに戻り同校を1872年に卒業する。
ベルギー、リエージュ大学鉱山学部で鉱物学と結晶学の講師を務める長兄ジュゼッペ・チェザロの元に送られ、1873年、同学部に入学した。その後イタリアで研究を続けることを望み、ローマ大学に願書を送るが不合格、結局、リエージュ大学の数学教授ウジェーヌ・シャルル・カタランの指導を受けた。1879年のチェザロの父の死は彼の家計問題を招き、チェザロはトッレ・アンヌンツィアータに戻り、アンジェリーナと結婚する。1882年、奨学金を得て再びリエージュに戻り復学を果たした。1883年にはカタランの協力で最初の数学の論文を Sur diverses questions d'arithmétique で発表した。その論文はチェザロの数論に関する論文では最初のものである。チェザロはリエージュ大学在学中にもパリ大学ソルボンヌにも滞在し、そこではシャルル・エルミート、ジャン・ガストン・ダルブー、ジョゼフ＝アルフレド・セレの講義を受けた。特にダルブーはチェザロのその後に強い影響を与えた。チェザロはリエージュでの教授との不仲によりイタリアに戻ることを望んでいた。
ルイージ・クレモナとウリッセ・ディーニの助力により奨学金を得たチェザロは1884年、ローマ大学に入学、この間、ダルブーの影響を受けて、尤度理論、算法、関数理論、に関する8編の論文を執筆している。1887年にはローマ大学より博士学位を得るが、このときにはすでにローマの Lycée Terenzio Mamiani に主任教授のポストを得ていた。その後、直ちにシチリアのパレルモ大学でポストを得、解析学主任教授を務めた。1891年からはナポリ大学で数学主任教授を務める。1895年にはアッカデーミア・デイ・リンチェイの名誉会員に選出された。
1906年9月12日トッレ・アンヌンツィアータの海水浴場にて溺れた息子マンリオを助けようとして溺死した。

## チェザロの著書
- Lezioni di geometria intrinseca (Naples, 1896)
- Elementi di calcolo infinitesimale con numerosi applicazioni geometriche (L. Alvano,Naples, 1905)
- Corso di analisi algebrica con introduzione al calcolo infinitesimale (Bocca, Torino, 1894)